# Вайсенсберг
Вайсенсберг (нем. Weißensberg) — община в Германии, в земле Бавария. 
Подчиняется административному округу Швабия. Входит в состав района Линдау-Бодензее.  Население составляет 2679 человек (на 31 декабря 2010 года). Занимает площадь 7,84 км².